# Cheryl Dunye
Cheryl Dunye (Liberia, 13 de mayo de 1966) es una directora de cine, productora, guionista, editora y actriz liberiana-estadounidense, conocida por su película de 1996 The Watermelon Woman. 

## Biografía
Dunye nació en Liberia y creció en Filadelfia. Se graduó de la Universidad del Temple y completó su maestría en la Masson Gross School of Art de la Universidad Rutgers.
Ha enseñado en la Universidad de California en Los Ángeles, UC Santa Cruz, Pitzer College, Claremont Graduate University, Pomona College, Instituto de las Artes de California, The New School of Social Research, School of the Art Institute of Chicago y la Universidad Estatal de San Francisco.
Su película debut, The Watermelon Woman, se enfoca en una aspirante a cineasta lesbiana negra que busca visibilizar la historia de las lesbianas negras en la historia del cine mientras intenta producir su propio trabajo, al afirmar que "nuestras historias nunca han sido contadas". El falso documental explora la dificultad de navegar por las fuentes de archivo que excluyen o ignoran a las lesbianas negras que han trabajado en Hollywood, ejemplificado en la actriz ficticia Fae Richards, cuyo personaje lleva el nombre que da título a la película.
En 1999, fue parte del jurado del Festival de Cine de Sundance.

## Vida personal
Dunye es lesbiana. Es madre de dos hijos y actualmente reside en Oakland, California.

## Filmografía
| Año  | Título                | Notas                 |
| ---- | --------------------- | --------------------- |
| 2025 | You                   | 1 episodio            |
| 2024 | Emperor of Ocean Park | 2 episodios           |
| 2024 | The Equalizer         | 2 episodios           |
| 2024 | Dead Boy Detectives   | 1 episodio            |
| 2023 | The Rookie: Feds      | 1 episodio            |
| 2022 | Manifest              | 1 episodio            |
| 2022 | American Gigoló       | 1 episodio            |
| 2022 | The Umbrella Academy  | 2 episodios           |
| 2022 | Bridgerton            | 2 episodios           |
| 2022 | 4400                  | 1 episodio            |
| 2021 | Claws                 | 2 episodios           |
| 2021 | Y: The Last Man       | 1 episodio            |
| 2021 | Pride                 | Miniserie, 1 episodio |
| 2021 | Delilah               | 2 episodios           |
| 2021 | All Rise              | 3 episodios           |
| 2020 | Lovecraft Country     | 1 episodio            |
| 2020 | Sacred Lies           | 2 episodios           |
| 2019 | David Makes Man       | 3 episodios           |
| 2019 | Queen Sugar           | 4 episodios           |
| 2019 | Dear White People     | 1 episodio            |
| 2019 | The Village           | 1 episodio            |
| 2019 | The Chi               | 1 episodio            |
| 2018 | Star                  | 1 episodio            |
| 2018 | Love is_              | 1 episodio            |
| 2018 | The Fosters           | 1 episodio            |

| Año  | Título                          | Notas                  |
| ---- | ------------------------------- | ---------------------- |
| 2014 | Brother from Another Time       | Cortometraje           |
| 2014 | Black is Blue                   |                        |
| 2013 | Valencia: The Movie/S           |                        |
| 2012 | Mommy is coming                 |                        |
| 2010 | The Owls                        |                        |
| 2004 | My baby's daddy                 |                        |
| 2001 | Making the Invisible Invincible |                        |
| 2001 | Stranger inside                 | Película de televisión |
| 1996 | The Watermelon Woman            | [ 10 ]                 |
| 1995 | Greetings from Africa           | Cortometraje           |
| 1993 | An Untitled Portrait            | Cortometraje           |
| 1993 | The Potluck and the Passion     | Cortometraje           |
| 1992 | Vanilla Sex                     | Cortometraje           |
| 1992 | She Don't Fade                  | Cortometraje           |
| 1990 | Janine                          | Cortometraje           |

### Actriz
- Las nuevas mujeres (2000) "Phaedra"
- La mujer sandía (1996) "Cheryl"
- Ella no se desvanece (1991) "Shae Clark"